# Fiesch
Fiesch je obec v okrese Goms v německy mluvící části kantonu Valais ve Švýcarsku. Sousední Fiescheralp je obcí spravován a je přístupný kabinovou lanovkou Fiesch – Fiescheralp – Eggishorn. Fiescheralp je na Seznamu světového dědictví UNESCO – oblast Švýcarské Alpy Jungfrau-Aletsch.

## Geografie
Fiesch má rozlohu 11,3 km², z toho 32,6 % činí zemědělské půdy, 40,6 % lesy, 6,4 % je zastavěná plocha a 20,41 % je neproduktivní půda. Obec je situována v úzkém údolí a na svazích říčky Weisswasser.

## Historie

Fiesch (1955)

Roku 1862 byla v obci nalezena zbraň z doby bronzové. První zmínka o obci pochází z roku 1203 z listiny opata z Disentisu, v níž je uveden svědek jménem Rudolf de Vios. Od roku 1438 až do poloviny 19. století se místo psalo většinou jako Viesch. Dne 15. srpna 1905 byl název spolkovým výnosem ustálen na současný pravopis Fiesch. Název místa pochází z latinského vīcu(s) „ves“.
Ve 13. a 14. století bylo soudní právo převážně v rukou rodu Blandratů. Do roku 1798 tvořil Fiesch spolu s Laxem jednu z devíti obcí (okrsků) Gomsu. Fiesch vznikl v pozdním středověku z původně samostatných čtvrtí (quartaria) Fiesch, Uberegga, Spembule (dnes obec Goms), Fuxwiler, Birchwiler a Moos; kolem roku 1835 byla připojena obec Wiler. Od 14. století bylo regulováno zavlažování a v roce 1470 vznikl ve Fieschi rolnický cech (řád). Kostel zasvěcený svatému Janu Křtiteli je připomínán v roce 1342, současná stavba pochází z let 1883–1884, věž částečně ze 14. století, fara z roku 1667. Vedle kostela býval augustiniánský klášter Gnadenberg (Montis Gratiae), založený v Ernenu v roce 1339, přenesený do Fiesch v roce 1343 a zrušený v roce 1489. Kaple svatého Augustina existuje v současné podobě od let 1771–1772.
Výstavba silnice údolím Goms (1836 Lax–Fiesch, 1852-1863 Fiesch–Fürgangen) a napojení na dráhu Furka-Oberalp-Bahn (dnes Matterhorn Gotthard Bahn) v roce 1915 otevřely Fiesch turistickému ruchu. S výstavbou lanové dráhy Fiesch–Eggishorn (1964–1966) a vybudováním rekreační obce Fiesch získal cestovní ruch svůj význam jako nejdůležitější hospodářský faktor v obci.
Více než 400 let se obyvatelé Fiesch modlili za tání ledovců, které dříve ohrožovaly údolí. V roce 2010 papež povolil změnu slibu a od té doby se místní obyvatelé mohou modlit proti mizení ledovců.
V poledne 23. července 2010 při nehodě poblíž Fiesch vykolejily poslední tři vozy Glacier Expressu, protože strojvedoucí v oblouku příliš brzy znovu zrychlil. Nehoda si vyžádala jeden lidský život a 42 osob bylo zraněno.

## Obyvatelstvo
| Vývoj počtu obyvatel | Vývoj počtu obyvatel | Vývoj počtu obyvatel | Vývoj počtu obyvatel | Vývoj počtu obyvatel | Vývoj počtu obyvatel | Vývoj počtu obyvatel | Vývoj počtu obyvatel | Vývoj počtu obyvatel | Vývoj počtu obyvatel | Vývoj počtu obyvatel |
| -------------------- | -------------------- | -------------------- | -------------------- | -------------------- | -------------------- | -------------------- | -------------------- | -------------------- | -------------------- | -------------------- |
| Rok                  | 1809                 | 1850                 | 1900                 | 1950                 | 2000                 | 2010                 | 2012                 | 2014                 | 2016                 | 2018                 |
| Počet obyvatel       | 425                  | 245                  | 467                  | 517                  | 996                  | 968                  | 945                  | 918                  | 901                  | 921                  |

## Hospodářství
Nejdůležitějším zdrojem příjmů obce je cestovní ruch, zejména pěší turistika, cykloturistika, paragliding, snowboarding, horolezectví, lyžování, telemark a další sporty, pro které je Fiesch výchozím bodem.
Fiescheralp, kde se na Chiebode nachází prostřední stanice lanovky Fiesch–Eggishorn, je rozsáhlým lyžařským areálem spojeným s Bettmeralpem a Riederalpem a vzletovou plochou pro piloty paraglidingu a rogal.
V celé obci je 14 hotelů s celkem více než 600 lůžky. Spolu s rekreačními byty a chatami je zde přes 4000 lůžek pro hosty.

## Doprava

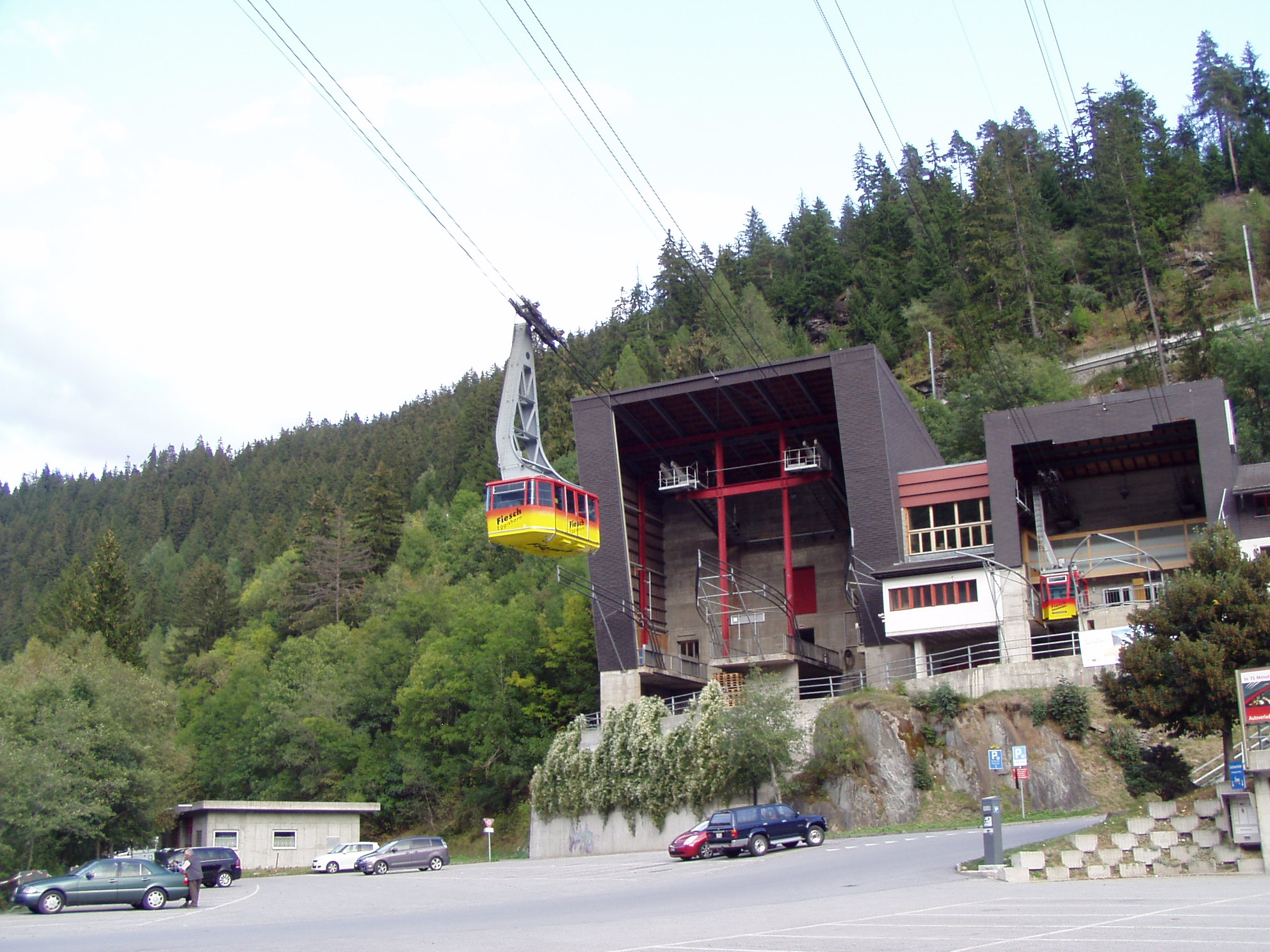
Lanovka na Eggishorn

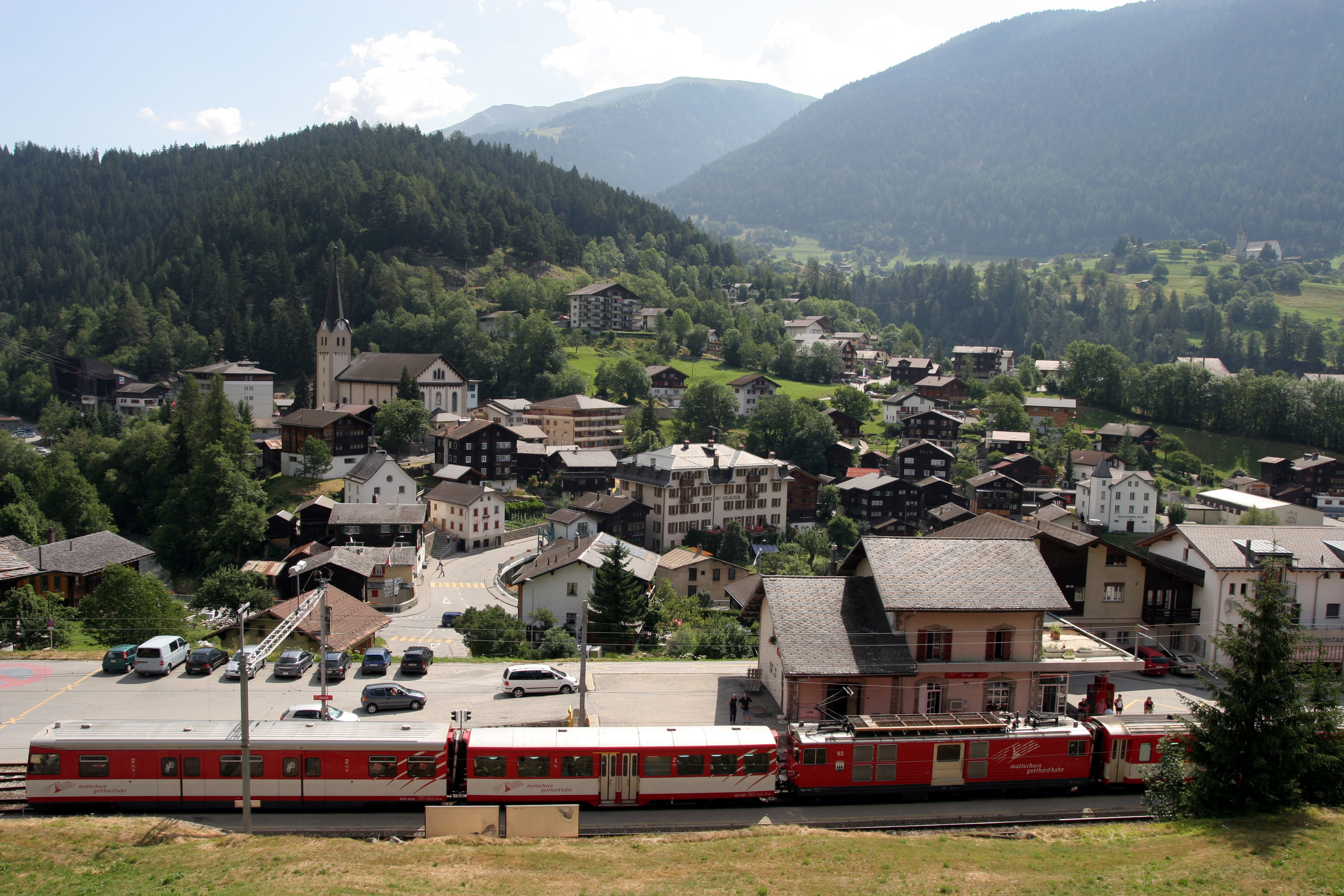
Nádraží Fiesch

- Furkapass – horská silnice údolím Rhôny mezi Brigem a Gletschem
- železniční stanice na trati Matterhorn Gotthard Bahn
- dolní stanice lanovky Fiesch–Eggishorn
- poštovní autobusy spojující Fiesch s Fieschertal a Ernen